# 川治プリンスホテル火災
川治プリンスホテル火災（かわじプリンスホテルかさい）とは、1980年（昭和55年）11月20日15時15分頃、栃木県塩谷郡藤原町（現在は合併して日光市）川治の川治温泉「川治プリンスホテル雅苑」（鉄骨造4階建、屋上塔屋1階建、延床面積3,582.42平方メートル）で発生した火災事故である。
死者45人、負傷者22人に及ぶ被害を出した。なお、火災現場となった川治プリンスホテル雅苑は、西武グループの「プリンスホテル」とは無関係である。
戦後の日本において、宿泊施設の火災としては最悪の惨事でもあった。また商業建築物火災による死者45名という数字は、1972年5月13日の千日デパート火災（死者118名）、1973年11月29日の大洋デパート火災（死者104名）に次いで3番目となる。
この火災を契機として、翌1981年5月より、ホテル・旅館の防火基準適合表示制度（通称「適マーク」制度）が制定された。

## ホテルの概要
「川治プリンスホテル（以下、「同ホテル」と記す）」は、栃木県川治温泉において従来から営業していた「金龍閣ホテル」を栃木県内で観光業や流通業を営む「那須観光事業社グループ（以下、「同企業体」と記す）」と称する企業体が1971年（昭和46年）に買収し、1972年4月に「有限会社川治プリンスホテル」を設立した後、同年に宿泊施設の名称を「川治プリンスホテル」と改称して営業していたものである。
金龍閣ホテルを買収した同企業体の代表取締役と取締役は夫婦である。金龍閣ホテル買収後の同ホテルは、同企業体が経営する10の事業体のうちの一つに組み込まれることになった。同ホテルの代表取締役社長には同企業体の代表取締役である夫が就任し、取締役専務には妻が就任した。同ホテルの役員は夫婦2人だけが名を連ねていた。同ホテルの社長（夫）は、同企業体全体も統括しており、同ホテルの経営管理業務を掌握する最高責任者かつ管理権限者の地位にあった。
同ホテルの社長（夫）は、川治プリンスホテル設立当初においては積極的に同ホテルの経営に携わっていた。社長（夫）は、1978年頃に大手旅行会社系興行会社の勧めで約6億円を掛けて同ホテルの大規模な建て替えを計画した際、巨額な投資に見合った経営効果が得られるのかどうか不安に感じたことから、大手旅行会社に将来の経営展望について調査を依頼した。その結果、川治温泉におけるホテル経営の先行きは「見通しが暗い」という回答を受けた。また川治温泉が日光国立公園内にあることから建築規制を受け、計画通りの7階建ての建物を建てられない事実も判明した。そのことによって社長（夫）は、同ホテルの売却を検討するなどホテル経営の意欲が薄れ始め、次第に同企業体の順調な他事業の経営に関心を向けるようになっていった。
上記の事情により、1979年（昭和54年）頃には、同ホテルの専務（妻）が社長（夫）からホテルの経営全般を任されるようになり、増改築などに対する設備投資や経営拡大について積極的に取り組むようになっていた。社長（夫）は、同ホテルの従業員の人事や営業面（集客）について、専務（妻）やホテル支配人に指示を出すだけになった。
同ホテルの建設当初からの建物（金龍閣ホテル時代初期の建物）は、会議室、特別室、大浴場、お土産コーナー、客室を含む木造2階建ての部分だが、最初に建てられた時期は不明である。1960年（昭和35年）に、厨房と直上の2階客室部分が増築された。次いで1964年（昭和39年）7月2日には、ホールと直上の2階客室部分が増築された。さらに1968年（昭和43年）5月23日に大広間2か所と客室27室を備えた鉄骨造5階建ての簡易防火建築物を増築した（上記のすべてが金龍閣ホテル時代の増築）。この5階建の高層建築物を含む従来から建っていた部分を「旧館（本館）」と呼び、旧館（本館）を除く部分を「新館」と呼ぶ。
川治プリンスホテル設立後の大規模な増改築としては、1979年5月7日にフロント付近に木造2階建ての武家屋敷風玄関と客室を増築した。同年12月4日には明治時代の建築である「旧・栃木県知事公舎」を落札してホール南東側の敷地内に移築し、翌年から別館貴賓室「栃木の館」として使用していた。上記の部分を「別館」と呼ぶ。同ホテルは「栃木の館」の移築を機会にホテルの名称を「川治プリンスホテル雅苑」と改称した。さらに同ホテルは、1979年2月から1980年11月までの予定で木造二階建ての金龍閣ホテル時代に建設された部分（新館）に対して大規模な解体改装工事を実施していた。
火災発生当時の延床面積は本館（旧館）が鉄骨5階建1435平方メートル、新館が木造2階建2120平方メートル（別館を含む）、宿泊収容人員は約250人、従業員は約30人という規模の宿泊施設だった。

## 火災の概要
1980年（昭和55年）11月20日の15時15分頃、ホテルの浴場棟（木造平屋建て）より出火。
出火の原因は、この日行われていた大浴場と女子浴場の間にあった露天風呂の解体工事の際に転落防止用の鉄柵を切るガスバーナーを使用していたが、このアセチレンガスの火花が何かの拍子に浴場棟の隙間に入り、可燃物に燃え移ったものと推定されている。
またこの日は、自動火災報知設備の増設工事をしており、1時間ほど前に火災報知機の点検作業をしていた。そのため、15時12分頃に報知機のベルが鳴った際も、ホテル従業員は工事によるものと誤認し、確認せずに「ただいまのはベルの訓練です」という館内放送を流していた。結果的にこの案内が被害を大きくすることとなった。
当日の宿泊客は112名。その大半は東京都杉並区から紅葉見物に来た老人クラブの2組で、1組は最上階の4階客室に滞在中、1組はホテルに到着したばかりであった。老人クラブの客を乗せてきた観光バスの運転手が、2階廊下に出た際に煙と異臭に気付き、フロント係の従業員に知らせ、フロント係が15時34分に119番通報した。すでに浴場付近は炎と煙に包まれていた。
ホテル従業員数名でバケツで水をかけ、泡消火器で消火を試みたが効果はなく、屋内消火栓設備も使用できなかった。またホテルでは防火管理者を選任しておらず、消防計画も作成せず、避難訓練も行われていなかった。そのため宿泊客への通報や避難誘導が遅れ、新館と旧館の間に防火戸もなかったため、短時間で出火元から全館にわたり延焼が拡大した。
火災の急報を聞きつけ、消防隊員42名と地元消防団385名が消火に駆けつけたが、到着時にはすでに全館に火の手が回り進入は不可能であった。ホテルは崖の上に位置し、消火・救助活動は困難を極めた。さらに当時は川治ダムの完成前だったため水利を得ることができなかった。
同日の18時45分頃に鎮火。本館および新館を合わせて約3,582平方メートルを全焼、死者45名（男性9名・女性36名）、重軽傷者22名を出す惨事となった。死者の大半は逃げ遅れた高齢者であった。建物が増築に次ぐ増築で迷路のように複雑だったことが命取りとなった。
死者の内訳は、宿泊客40名、従業員3名、バスガイド1名、添乗員1名で、バスガイドと添乗員は取り残された客を助けようとして、火の中へ飛び込んだことによる殉職とされる。死因の多くは新建材から出る有毒ガスに巻かれたことによる一酸化炭素中毒であったという。
このホテルは前年（1979年）末に実施された消防署の査察で、消火栓・誘導灯など8項目にわたる消防用設備と防火管理体制の不備が指摘されていたがその後も改善されていなかった。

## 火災後

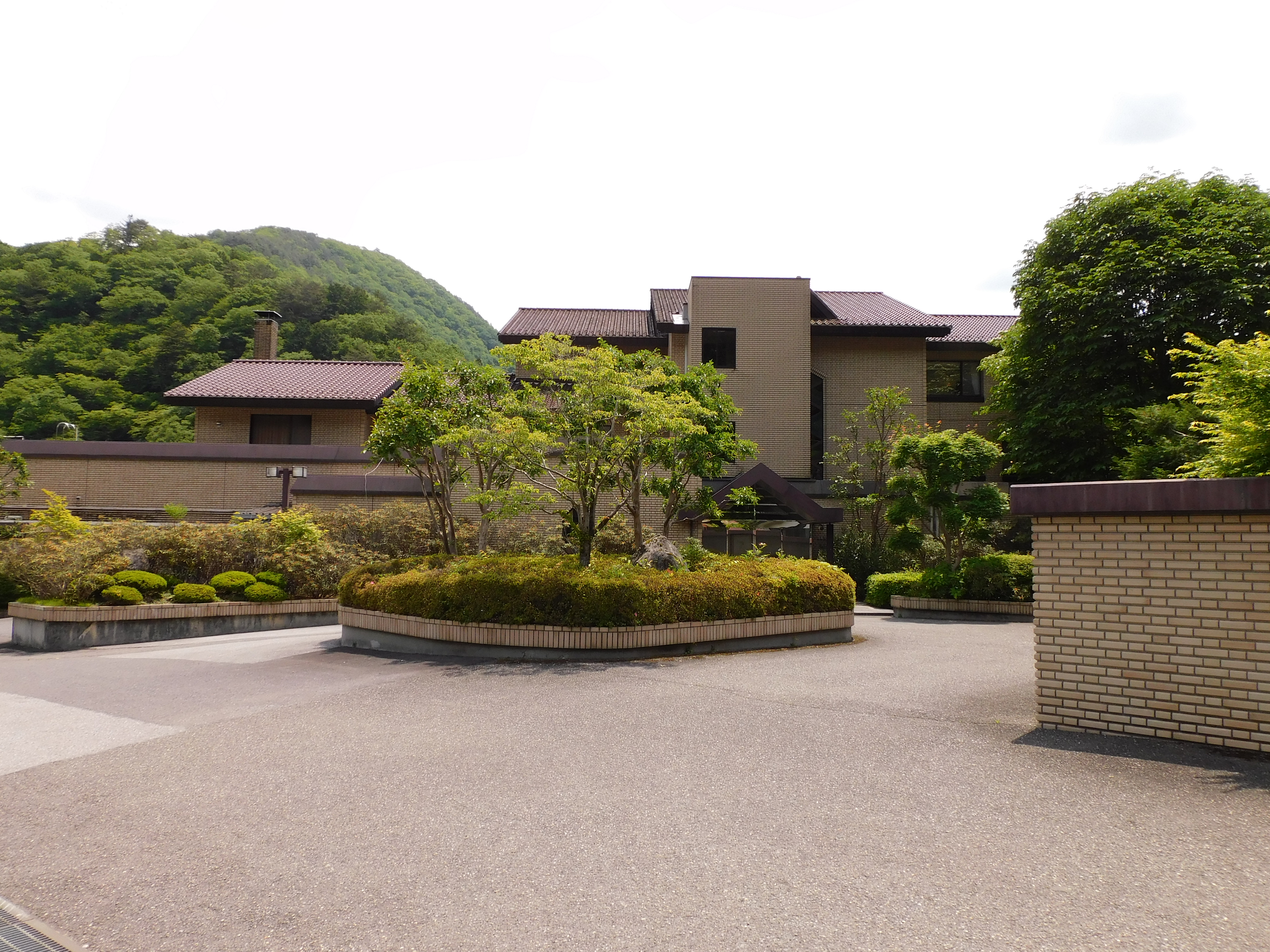
金型かわじ荘

ホテルは取り壊され、跡地には日本金型工業健康保険組合の直営保養所「川治温泉 金型かわじ荘」が建設されている。
川治温泉駅（※火災当時は未開業）の近くの川治霊園には、この火災の犠牲者を追悼する慰霊碑が建てられている。

## 裁判
ホテルの社長とその妻（専務）が業務上過失致死傷罪で、作業員が業務上失火・業務上過失致死傷罪で逮捕起訴された。一審（宇都宮地裁）で社長に禁錮2年6ヵ月執行猶予3年、専務に禁錮2年6ヵ月の実刑判決、作業員に禁錮1年6ヵ月執行猶予3年が言い渡された。
このうち実刑判決を受けた専務のみが控訴し、二審（東京高裁）は控訴を棄却した。専務のみが実刑判決となったのはホテルの実質的経営者で防火管理責任者にあたると認定されたためである。この判決を不服として専務は最高裁に上告した。
1990年11月16日、最高裁第一小法廷（大堀誠一裁判長）は被告人による上告を棄却した。これにより実刑判決が確定し、日本のホテル火災で経営者が実刑判決を受けた初めての事例となった。